# Ratusz w Józefowie nad Wisłą
Ratusz w Józefowie nad Wisłą – nieistniejący obecnie, murowany ratusz miejski, położony w centralnej części rynku Józefowa nad Wisłą (Placu Wolności) w województwie lubelskim (powiat opolski).

## Historia
Ratusz wzniesiono prawdopodobnie wkrótce po lokacji miasta na prawie magdeburskim, co nastąpiło w 1687 (były to tereny wsi Kolczyn). Obiekt reprezentował styl barokowy. Po utracie przez miasto praw miejskich (1864) budowla została zaadaptowana na cele mieszkalne. W 1879 sprzedano ją lokalnej społeczności żydowskiej. W 1881 uwiecznił ją na swojej rycinie w czasopiśmie „Kłosy” Michał Elwiro Andriolli. W tym samym roku ratusz uległ częściowemu zniszczeniu (pożar miasta), ale został w większości odbudowany. Całkowicie zniszczono go podczas II wojny światowej.
Budowla stała w centrum rynku, była dwukondygnacyjna, kryta gontowym dachem czterospadowym, w którego jednej połaci znajdowała się czterokątna wieża.